# Сегура
Сегура (шп. Segura) је река у Шпанији. Дуга је 325 km. Извире у Sierra Segura, а улива се у Средоземно море код Guardamar. 